# Estação Ferroviária de Variz
A Estação Ferroviária de Variz foi uma gare da Linha do Sabor, situada na localidade de Variz, na freguesia de Penas Roias, concelho de Mogadouro, em Portugal.

## História

### Construção e inauguração
Na II Série do Diário do Governo n.º 33, de 10 de Fevereiro de 1938, foi publicado um diploma que aprovou o auto da recepção definitiva da empreitada n.º 2 da Linha do Sabor, executada pela Companhia Geral de Construção; este projecto incluiu, entre outras obras, a construção do Apeadeiro de Variz, que consistia num edifício de passageiros (situado do lado norte da via), uma retrete, uma plataforma, as vedações, um depósito, um cais para mercadorias com a correspondente via de topo, e de uma segunda via de circulação. Nesta empreitada também estava incluída a instalação da rede telefónica entre o Mogadouro e Urrós, servindo o Apeadeiro de Variz. O lanço entre Mogadouro e Duas Igrejas - Miranda foi aberto à exploração em 22 de Maio de 1938.
Um diploma publicado no Diário do Governo n.º 203, II Série, de 1 de Setembro de 1938, ordenou a assinatura de um contrato com José Teixeira de Magalhães para a realização da empreitada n.º 4 da Linha do Sabor, que consistia na pavimentação do largo da gare de Variz, que nessa altura apresentava já a categoria de estação.

### Encerramento
A Linha do Sabor foi encerrada em 1 de Agosto de 1988.